# Alice Winocour
Alice Winocour (Paris, 13 de janeiro de 1976) é uma roteirista e cineasta francesa.

## Filmografia[5]

### Longa-metragem
- 2012 : Augustine
- 2015 : Maryland
- 2019 : Proxima